# Moreneta torrentera
La moreneta torrentera (Eumedonia eumedon) és una espècie de lepidòpter papilionoïdeu de la família dels licènids (Lycaenidae) subfamília Polyommatinae, present als Països Catalans.

## Distribució
Es troba al Paleàrtic.

## Descripció
És una petita papallona que té dimorfisme sexual: la part superior del mascle és de color gris més o menys fosc amb una franja blanca; la de la femella és de color marró amb algunes taques de color taronja submarginals a les ales posteriors també amb una franja blanca. El revers és de color beix amb blau difús decorat amb una línia submarginal de punts grocs ataronjats alineats amb una fila de punts negres envoltats de blanc. Fa 26-30 mm d'envergadura alar. Els adults volen de maig a agost, depenent de la ubicació.
Les larves s'alimenten d'espècies de Geranium i Erodium.

## Taxonomia
Aquesta papallona ha estat inclosa en els gèneres Plebejus, Plebeius, Polyommatus i Aricia, però els estudis moleculars recents han demostrat que Eumedonia és un gènere vàlid, diferents als anteriors gèneres esmentats.

### Sinònimsː
- Aricia eumedon (Esper, 1780)
- Plebeius eumedon (Esper, 1780)
- Plebejus eumedon (Esper, 1780)
- Papilio chiron (Rottemburg, 1775)

## Galeria

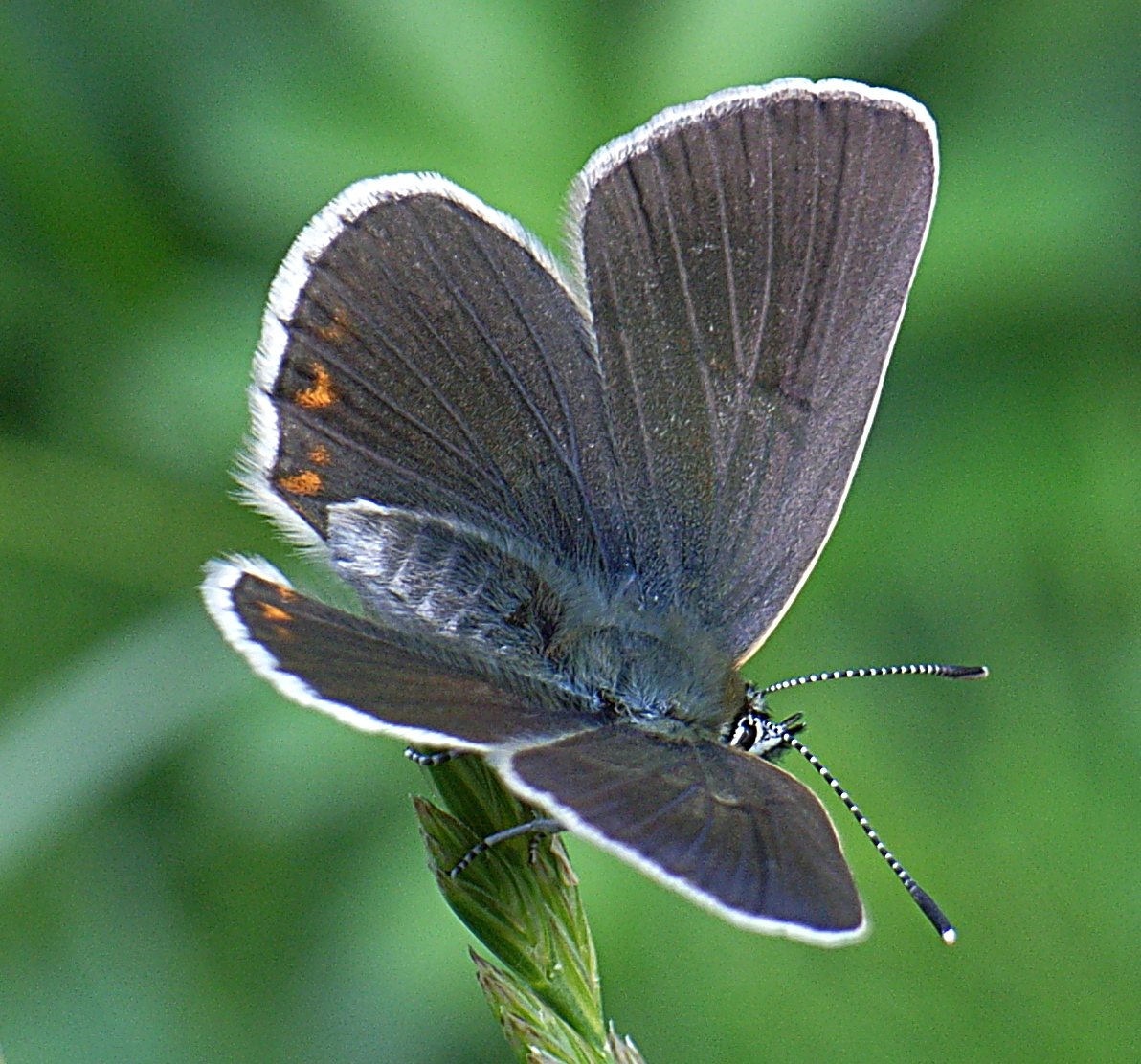
Anvers d'un adult
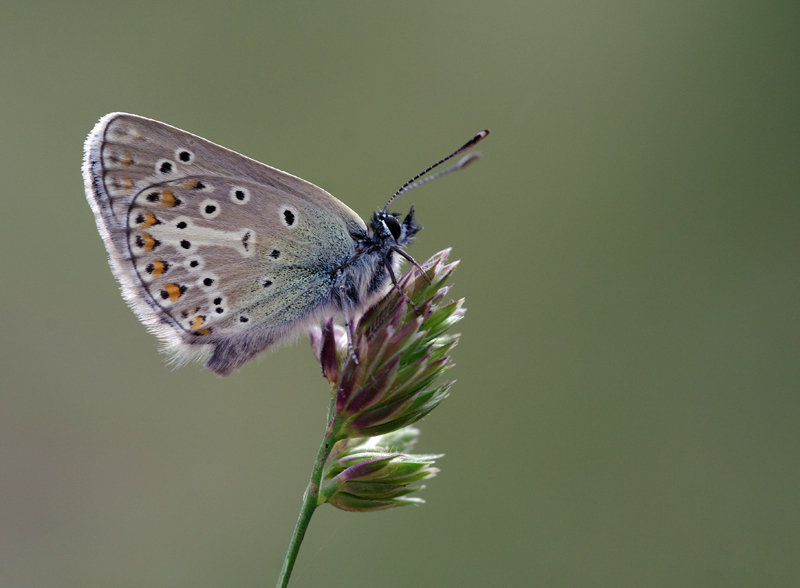
Revers d'un adult
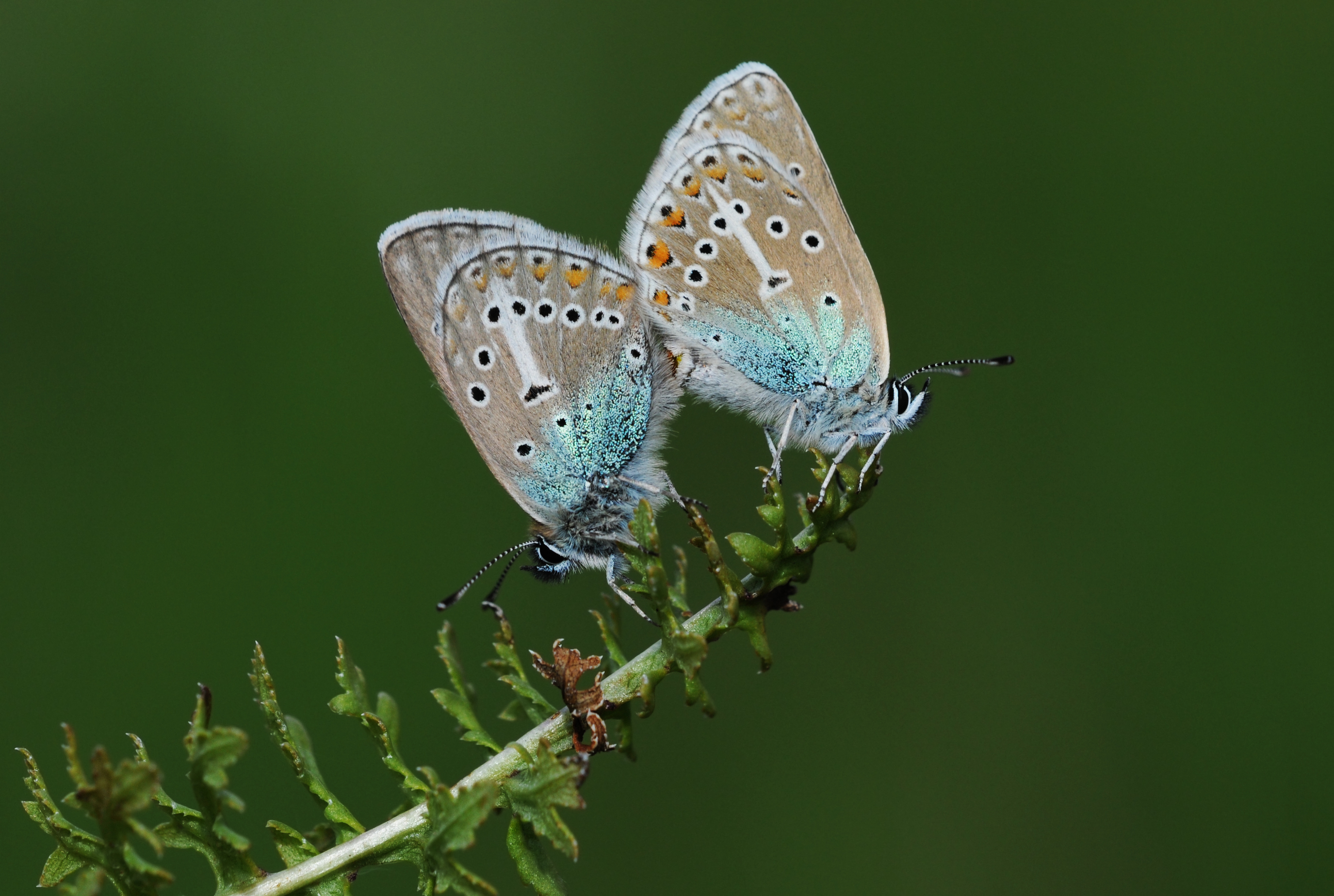
Aparellament